# Силаны
Силаны (кремневодороды, гидриды кремния) — соединения кремния с водородом общей формулы SinH2n+2.

## Получение
Наиболее распространённый способ получения — разложение кислотами силицидов металлов. Например, силицида магния:
{\displaystyle {\mathsf {Mg_{2}Si+4H^{+}\to 2Mg^{2+}+SiH_{4}\uparrow }}}
Для синтеза моносилана используют разложение триэтоксисилана в присутствии натрия, при t = 80 °C:
{\displaystyle {\mathsf {4SiH(OC_{2}H_{5})_{3}{\xrightarrow[{80\ ^{\circ }C}]{Na}}SiH_{4}+3Si(OC_{2}H_{5})_{4}}},}
либо реакцией алюмогидрида лития с тетрахлоридом кремния:
{\displaystyle {\mathsf {LiAlH_{4}+SiCl_{4}\to SiH_{4}+LiCl+AlCl_{3}}}}

## Физические свойства
По физическим свойствам силаны сходны с углеводородами. Моносилан SiH4 и дисилан Si2Н6 являются бесцветными газами с неприятным запахом, трисилан Si3Н8 — бесцветная, ядовитая, летучая жидкость. Высшие члены гомологического ряда — твёрдые вещества. Силаны растворяются в этаноле, бензине, органосиланах, CS2. Силаны, бораны и алканы имеют аналогичную структуру, но разные свойства.

## Химические свойства
Силаны воспламеняются на воздухе, Si2Н6 взрывается при контакте с воздухом. Наиболее термически устойчивым является моносилан (энергия связи Si−H 364 кДж/моль).
Силаны чрезвычайно легко окисляются. Моносилан в присутствии кислорода может самовозгораться. В зависимости от условий реакции, продуктом окисления является либо SiO2, либо промежуточные вещества:
{\displaystyle {\mathsf {SiH_{4}+2O_{2}\to SiO_{2}+2H_{2}O}},\quad \Delta H_{298}^{\circ }=-1357~{\text{кДж}}}
Силаны являются хорошими восстановителями, они переводят КМnО4 в MnO2, Hg(II) в Hg(I), Fe(III) в Fe(II) и т. д. Силаны устойчивы в нейтральной и кислой средах, но легко гидролизуются даже в присутствии малейших следов ОН−-ионов:
{\displaystyle {\mathsf {SiH_{4}+4OH^{-}\to SiO_{4}^{4-}+4H_{2}\uparrow }}}
{\displaystyle {\mathsf {SiH_{4}+2H_{2}O\to SiO_{2}+4H_{2}\uparrow }}}
{\displaystyle {\mathsf {SiH_{4}+2NaOH+H_{2}O\to Na_{2}SiO_{3}+4H_{2}\uparrow }}}
Реакция протекает количественно и может использоваться для количественного определения силана. Под действием щёлочи возможно также расщепление связи Si−Si:
{\displaystyle {\mathsf {Si_{2}H_{6}+4H_{2}O\to 2SiO_{2}+7H_{2}\uparrow }}}
С галогенами силаны реагируют со взрывом, при низких температурах образуются галогениды кремния.
Критическая точка моносилана достигается примерно при −4 °C и давлении 50 атм.

## Отличия оталканов
Поскольку связи Si−Si и Si−H слабее связей C−C и C−H, силаны отличаются от углеводородов меньшей устойчивостью и повышенной реакционноспособностью. Плотность, температуры кипения и плавления силанов выше, чем у соответствующих углеводородов.

## Гомологический ряд и изомерия
| Гомологический ряд силанов (первые 10 членов) | Гомологический ряд силанов (первые 10 членов)        | Гомологический ряд силанов (первые 10 членов) |
| --------------------------------------------- | ---------------------------------------------------- | --------------------------------------------- |
| Моносилан                                     | SiH4                                                 | SiH4                                          |
| Дисилан                                       | SiH3— SiH3                                           | Si2H6                                         |
| Трисилан                                      | SiH3— SiH2— SiH3                                     | Si3H8                                         |
| Тетрасилан                                    | SiH3— SiH2— SiH2— SiH3                               | Si4H10                                        |
| Пентасилан                                    | SiH3— SiH2—SiH2—SiH2—SiH3                            | Si5H12                                        |
| Гексасилан                                    | SiH3—SiH2—SiH2—SiH2—SiH2—SiH3                        | Si6H14                                        |
| Гептасилан                                    | SiH3— SiH2— SiH2—SiH2—SiH2—SiH2—SiH3                 | Si7H16                                        |
| Октасилан                                     | SiH3— SiH2— SiH2—SiH2—SiH2—SiH2—SiH2—SiH3            | Si8H18                                        |
| Нонасилан                                     | SiH3— SiH2—SiH2—SiH2— SiH2—SiH2—SiH2— SiH2—SiH3      | Si9H20                                        |
| Декасилан                                     | SiH3— SiH2—SiH2—SiH2— SiH2—SiH2—SiH2— SiH2—SiH2—SiH3 | Si10H22                                       |

В связи с малой устойчивостью связи Si−Si с увеличением числа атомов кремния в цепи устойчивость силанов падает. Поэтому гомологический ряд силанов ограничен восемью членами: октасилан Si8H18 является высшим известным силаном.

## Применение
Применяют в различных реакциях кремнийорганического синтеза (получение ценных кремнийорганических полимеров и др.), как источник чистого кремния для микроэлектронной промышленности. Моносилан широко используется в микроэлектронике и получает всё большее применение при изготовлении кристаллических и тонкоплёночных фотопреобразователей на основе кремния, ЖК-экранов, подложек и технологических слоёв интегральных схем. В основном моносилан производится для дальнейшего получения сверхчистого поликремния, ввиду того, что этот метод себя зарекомендовал как наиболее экономически целесообразный. Также силаны используют для связи между органической матрицей и неорганическим наполнителем (диоксидом кремния) в композиционных материалах: стеклопластики, базальтопластики, стоматологические материалы.

## Производство
По данным на 2008 год, мировое производство моносилана оценивается в 24000 тонн.
3 компании, производящие основное количество моносилана в мире:
- REC Group (США/Норвегия) >50 % рынка
- MEMC Electronic Materials (США/Италия)
- Evonik (ранее Degussa) (Германия)

Однако эти компании производят моносилан для собственного производства поликремния. Лишь небольшая часть попадает в свободную продажу.
Основные поставщики на рынок:
- Air Liquide
- Mitsui Chemicals
- Sodiff.